# Complejo Basal de Guadalupe

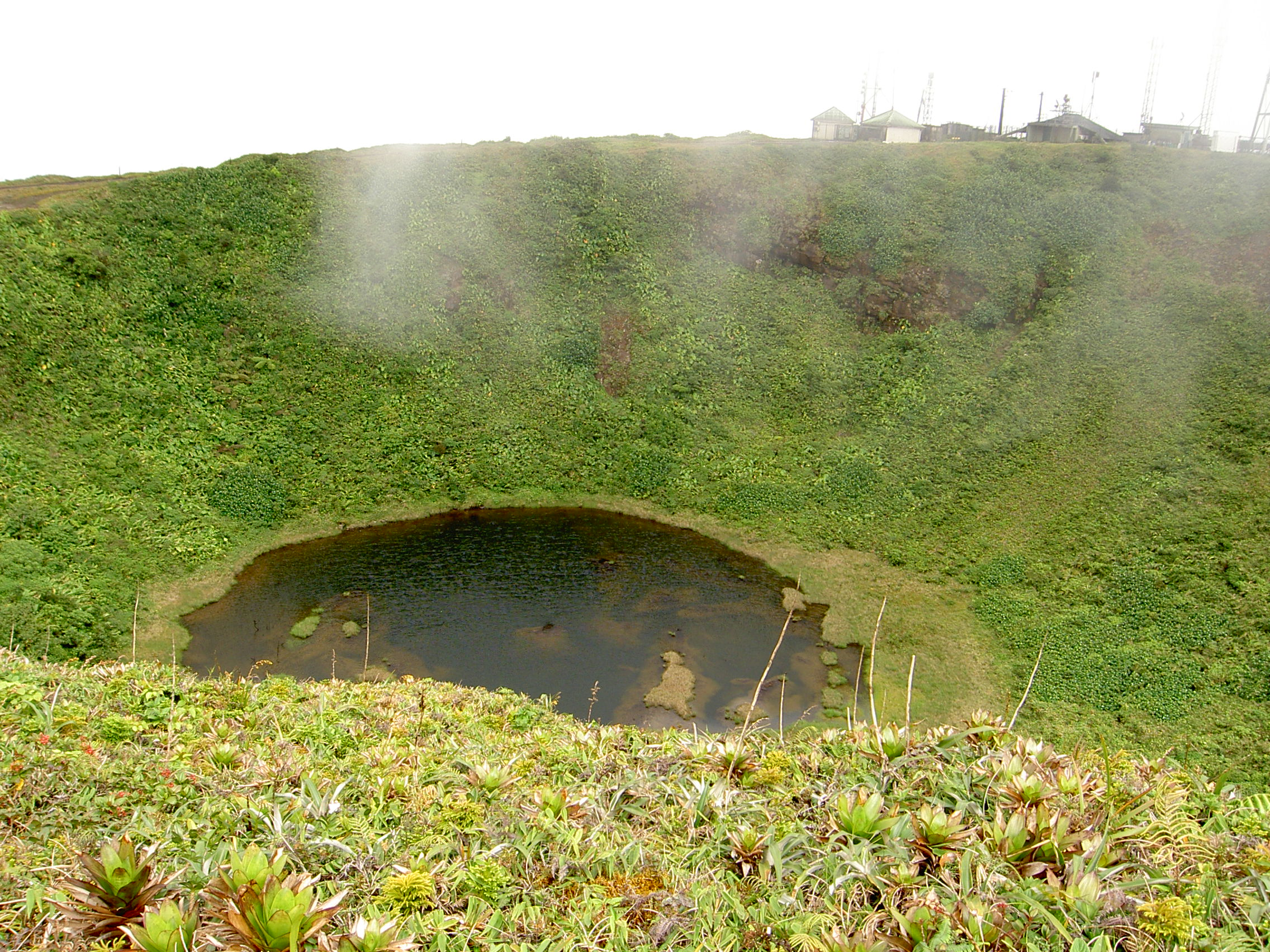
El lago hirviente Flammarion, complejo La Soufrière.

El Complejo Basal de Guadalupe es una estructura geológica de naturaleza volcánica ubicada en la isla de Guadalupe, Departamento de Ultramar dependiente de Francia y localizada en el Mar Caribe. Se encuentra ubicado en las Antillas Menores y forma parte del arco de fuego correspondiente.

## Geología de los complejos volcánicos de Guadalupe
Localizados en la isla de Basse-Terre, mitad meridional de Guadalupe, los complejos volcánicos de la isla son: el Complejo Basal, la Cadena del Norte, la Cadena Axial, la Cadena de Bouillante, los Montes Caribes, el Complejo de Trois-Rivières-Madeleine y el Macizo activo de La Grande Découverte-Soufrière. Sumados, forman una masa volcánica de 55 km de longitud y 25 km de ancho orientada en dirección nornoreste.
La isla es montañosa y está formada por rocas terciarias y cuaternarias.

## Formación del complejo
El Complejo Basal es la estructura más antigua de la isla y, de hecho, la que originó todo el conjunto. A diferencia de los demás complejos, es el único que tiene 3 millones de años de antigüedad, ya que toda la posterior actividad volcánica de Basse-Terre se produjo en el último millón de años. Casi contemporáneo al Complejo Basal fue el proceso de formación de la Cadena Norte.

## Actividad posterior
En el período comprendido entre 600.000 y 250.000 años existían ya tres complejos activos: la Cadena Axial, la Cadena de Bouillante y los Montes Caribes.
La actividad del complejo La Grande Découverte-Soufrière, que dio origen al estratovolcán actualmente activo de La Soufrière, comenzó hace 200.000 años, y la del de Trois-Rivières-Madeleine hace unos 150.000.
La última erupción en los complejos de Guadalupe fue la de La Soufrière en 1976, que no produjo daños ni víctimas.